# التقارب المدني الشعبي
التقارب المدني الشعبي (بالإسبانية: Convergencia Popular Cívica) هو حزب سياسي تقدمي في كولومبيا. في الانتخابات التشريعية التي أجريت في 10 مارس 2002، فاز الحزب كواحد من العديد من الأحزاب الصغيرة بالتمثيل البرلماني.